# Segunda División Peruana 1952
La Segunda División Peruana 1952, la 10ª edición de la Segunda División del fútbol peruano, fue jugada por diez equipos y fue organizada por la Asociación Central de Fútbol. 
El ganador del torneo, Unión Callao, logró el ascenso a la Primera División de 1953.
Ningún equipo perdió la categoría pues la Federación Peruana de Fútbol mantuvo su posición del año anterior de que no se produzcan descensos ni ascensos entre la Segunda División y las ligas de Lima y del Callao para separar el fútbol profesional del amateur.

## Ascensos y descensos
| Posición | Ascendido a Primera División 1952 |
| -------- | --------------------------------- |
| 1º       | Association Chorrillos            |

| Posición | Descendido de Primera División 1951 |
| -------- | ----------------------------------- |
| 10º      | Unión Callao                        |

## Equipos participantes
| Club                | Ciudad     |
| ------------------- | ---------- |
| Atlético Lusitania  | Lima       |
| Carlos Concha       | Callao     |
| Defensor Arica      | Lima       |
| Jorge Chávez        | Callao     |
| Juventud Gloria     | Lima       |
| KDT Nacional        | Callao     |
| Porvenir Miraflores | Miraflores |
| Santiago Barranco   | Barranco   |
| Unión Callao        | Callao     |
| Unión Carbone       | Lima       |

## Tabla de posiciones
| #  | Club                | PJ | PG | PE | PP | PTS |
| -- | ------------------- | -- | -- | -- | -- | --- |
| 1  | Unión Callao        | 9  | 8  | 0  | 1  | 16  |
| 2  | Porvenir Miraflores | 9  | 6  | 1  | 2  | 13  |
| 3  | Santiago Barranco   | 9  | 6  | 0  | 3  | 12  |
| 4  | Jorge Chávez        | 9  | 4  | 2  | 3  | 10  |
| 5  | Atlético Lusitania  | 9  | 3  | 3  | 3  | 9   |
| 6  | Unión Carbone       | 9  | 3  | 3  | 3  | 9   |
| 7  | KDT Nacional        | 9  | 4  | 1  | 4  | 9   |
| 8  | Carlos Concha       | 9  | 2  | 2  | 5  | 6   |
| 9  | Juventud Gloria     | 9  | 2  | 0  | 7  | 4   |
| 10 | Defensor Arica      | 9  | 0  | 2  | 7  | 2   |

|  | Campeón y ascendido a la Primera División de 1953 |